# Galina Injuvàtova
Galina Injuvàtova (rus: Галина Дмитриевна Инжуватова)  (28 de febrer de 1952) va ser una jugadora d'hoquei sobre herba soviètica que va competir durant les dècades de 1970 i 1980.
El 1980 va prendre part en els Jocs Olímpics de Moscou, on guanyà la medalla de bronze en la competició d'hoquei sobre herba.